# Desperate Poaching Affray
Desperate Poaching Affray je britský němý film z roku 1903. Režisérem je William Haggar (1851–1925). Film trvá necelé tři minuty a premiéru měl v červenci 1903.

## Děj
Film zachycuje útěk dvou pytlaků před dvěma strážníky a několika lovci se psy. Přestože se během honičky pytláci neštítí na své pronásledovatele použít pěsti ani střelné zbraně, po hektickém běhu jsou nakonec obklíčeni a zajati.